# My Oh My (소녀시대의 노래)
〈My Oh My〉(마이 오 마이)는 대한민국의 음악 그룹 소녀시대의 노래이다. 소녀시대의 세 번째 정규 음반 《LOVE & PEACE》에 수록되어있다.

## 배경
2013년 11월 5일 음반이 발매되었다.

## 뮤직비디오
뮤직비디오는 2013년 11월 5일 유튜브에서 공개했다. 뮤비에서 소녀시대는 다른 여자를 훔쳐보는 남자에게 마법을 부려 토끼로 만들어 버리는 등 귀여운 복수를 하는 컨셉이다.